# Linia kolejowa 26 Tapolca – Ukk
Linia kolejowa Tapolca – Ukk – linia kolejowa na Węgrzech. Jest to linia jednotorowa, w całości niezelektryfikowana. Łączy stację Tapolca z Ukk.

## Historia
Linia została otwarta w 1889 roku.